# Morin Dawa
Morin Dawa är ett autonomt baner för daurfolket som lyder under Hulunbuirs stad på prefekturnivå i den autonoma regionen Inre Mongoliet i norra Kina. Det ligger omkring 1 300 kilometer nordost om regionhuvudstaden Hohhot. 